# Henry Simmons

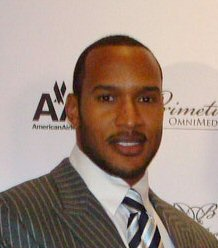
Henry Simmons

Henry Oswald Simmons (Stamford, Connecticut) 1 juli 1970) is een Amerikaans acteur.
Ontevreden met zijn jeugdjaren begon Simmons een acteursopleiding en na een paar rollen kwam hij terecht bij de soap opera, Another World. Simmons is het meest bekend als detective Baldwin Jones in het ABC drama, NYPD Blue. Hij speelde ook Queen Latifahs vriend in de film Taxi.  
Tegenwoordig is hij te zien in de televisieserie Shark als detective Isaac Wright, medewerker van openbaar aanklager Stark James Woods die de hoofdrol speelt.

## Filmografie
- No Good Deed (2014)
- Agents of S.H.I.E.L.D. (2013-2020)
- World's Greatest Dad (2009)
- Shark (2007)
- South Of Pico (2007)
- The Insurgents (2006)
- Tyler Perry's Madea's Family Reunion (2006)
- Lackawanna Blues (2005)
- Spartacus (2004)
- Taxi (2004)
- Above the Rim (1994)

- International Standard Name Identifier: 0000 0000 4884 4473
- Library of Congress Control Number: no2006062741
- SNAC: w60x31s0
- Virtual International Authority File: 34210943
- WorldCat: E39PBJfH3VDpcQj8PPrh4GXrv3